# توماس ويلمسن
توماس ويلمسن (بالنرويجية البوكمول: Thomas Wilhelmsen)‏ هو مالك سفن ‏ نرويجي، ولد في 3 يوليو 1974.